# Sant Andreu d'Arinsal
L'església de Sant Andreu d'Arinsal és una església situada al centre històric del nucli urbà d'Arinsal, a la parròquia de la Massana, que va ser construïda, aproximadament, el segle xvii.
El conjunt va ser restaurat de manera integral entre els anys 1963-1964, seguint un projecte dissenyat per Cèsar Martinell. Posteriorment, el 2004, es realitzaria una segona intervenció, que va incloure el soler de fusta, l'arrebossat interior i la il·luminació. Aleshores també es va restaurar el retaule de la Mare de Déu, datat del segle xvii, així com la talla de Sant Andreu, dels segles XVII-xviii.

## Descripció
Es tracta d'una església petita de planta quadrangular, que va ser construïda directament sobre la roca. Integrada en el paisatge, una de les seves cantonades està aixamfranada, adaptant-se així a la forma de la penya i permentent també el pas del carrer. Pel que fa al campanar, que és de tipus torre, també mostra una planta quadrangular, trobant-se adossat a la façana de l'església i a la de la casa del costat. A la part inferior s'hi troba un pas que permet vorejar l'església. A més, disposa d'una obertura d'arc de mig punt a cada lateral, estant cobert a quatre aigües. Pel seu costat, l'església es cobreix a dues aigües, amb encavallades de fusta i llosa de llicorella.
La façana principal del conjunt es`ta orientat cap al sud. Disposa d'una porta simple de fusta i un òcul sota el trencant de la teulada. Al llindar de la porta hi ha inscrit l'any 1964. També hi ha una altra data, el 1884. al llindar de fusta situat al pas de sota del campanar. No hi ha cap tipus d'arrebossat, essent l'aparell constructiu molt irregular, de pedra lligada amb morter de fang. A l'interior es pot apreciar una planta quadrangular, amb un cor de fusta als peus de nau on hi ha una porta que dirigeix al campanar.